# Маліто
Маліто (італ. Malito, сиц. Malitu) — муніципалітет в Італії, у регіоні Калабрія,  провінція Козенца.
Маліто розташоване на відстані близько 450 км на південний схід від Рима, 45 км на північний захід від Катандзаро, 17 км на південь від Козенци.
Населення — 792 особи (2014).
Щорічний фестиваль відбувається четвертої суботи травня. Покровитель — S. Elia Profeta.

## Демографія
Населення за роками:

Станом на 1 січня 2023 року в муніципалітеті офіційно проживало 19 іноземців з 7 країн, серед них 9 громадян країн Євросоюзу.

## Сусідні муніципалітети
- Альтілія
- Бельсіто
- Діпіньяно
- Доманіко
- Гримальді
- Патерно-Калабро